# Чадов, Александр Александрович
Александр Александрович Чадов (род. 20 ноября 2001, Ижевск, Россия) — российский профессиональный баскетболист, играющий на позиции тяжёлого форварда.

## Карьера
Чадов родился в Ижевске, но баскетболом начал заниматься в Нижнем Новгороде в СДЮСШОР № 7. В сезоне 2016/2017 Александра пригласили в «Нижний Новгород-3», выступавшем в Первенстве ДЮБЛ, а в 2018 году главный тренер молодёжных команд Роман Гореловский ввёл Александра в состав «Нижнего Новгорода-2». Чадову пришлось выступать на два фронта, однако в обоих турнирах он быстро стал лидером команд. В 10 матчах в первенстве ДЮБЛ (2001 г.р.) он показал статистику в 19,9 очка, 10,8 подбора и 1,4 перехвата. В Единой молодёжной лиге ВТБ отыграл 37 встреч и записал на свой счёт 10,9 очка, 5,8 подбора и 0,6 передачи.
По ходу сезона 2018/2019 Александра пригласили в состав «ЦСКА-Юниор», чтобы поучаствовать в розыгрыше Евролиги среди команд до 18 лет, проходившем с 8 по 10 февраля 2019 года в литовском Каунасе. Вместе с московским клубом Чадов занял 5 место, а его личная статистика в 4 играх составила 5,5 очка, 4 подбора и 1 передача.
В августе 2019 года Чадов подписал 5-летний контракт с «Нижним Новгородом».
25 ноября 2019 года Чадов дебютировал на профессиональном уровне. В матче Единой лиги ВТБ против ЦСКА (69:94) Александр провёл на площадке 8 минут 21 секунду и отметился 1 подбором.
В сезоне 2019/2020 Чадов провёл 10 матчей в Единой лиге ВТБ и набирал в среднем 4,7 очка и 1,2 подбора. В 6 матчах Лиги чемпионов ФИБА его статистика составила 2,5 очка и 1,7 подбора.
В сезоне 2022/2023 Чадов стал победителем Кубка России.
В сезоне 2023/2024 Чадов стал серебряным призёром Кубка России.
В июне 2025 года Чадов подписал 2-летний контракт с ЦСКА.

## Сборная России
Летом 2019 года Чадов принял участие в чемпионате Европы в составе сборной России (до 18 лет). На этом турнире команда заняла 6 место,а Александр в среднем набирал 4,3 очка и 3 подбора.
В мае 2021 года Чадов принял участие в просмотровом лагере для кандидатов в сборную России.
В июне 2022 года Чадов принял участие в Открытом лагере РФБ для кандидатов в сборную России не старше 25 лет, проходящих в возрастные рамки для участия в студенческих соревнованиях.
9 июня 2023 года Чадов дебютировал за сборную России в товарищеском матче против сборной Беларуси (80:83). В этой игре Александр провёл на площадке 16 минут 51 секунду и набрал 2 очка, 4 подбора и 1 перехват.

## Награды
18 октября 2023 года Чадову было присвоено звание «Мастер спорта России».

## Достижения
- Обладатель Кубка России: 2022/2023
- Серебряный призёр Кубка России (2): 2023/2024, 2024/2025